# International Relations Quarterly
Az International Relations Quarterly Magyarország és a régió nemzetközi kapcsolatokkal foglalkozó folyóirata. A folyóirat 2010 márciusától kezdve, negyedévente jelenik meg. A lapban tanulmányokat, tudományos értekezéseket, konferencia anyagokat publikálnak, főként történelmi, közgazdaságtani, jog-, politika- és társadalomtudományi, teológiai, filozófiai témákban. Az írások az angol, magyar, francia, spanyol, olasz, német, portugál, orosz mellett a térség nyelvein (albán, horvát, görög, román, szerb, szlovák, szlovén) jelennek meg. A folyóirat munkájában a Délkelet-Európa Alapítvány és a Délkelet-Európa Kutatóintézet vesz részt. Az Intézet, illetve az Alapítvány központja Budapesten található.

## A folyóirat leírása
A folyóirat egy nemzetközi tudományos fórum létrehozására törekszik, melynek segítségével a térség népei megismerhetik egymás álláspontjait, kulturális és társadalmi vonásait. Felsőoktatási hallgatók és kutatók, tanárok, akadémikusok bevonásával kapcsolatokat épít Délkelet-Európa városainak egyetemeivel, nemzetközi kapcsolatokat kutató központjaival.

### Alapítvány
A Délkelet-Európa Alapítványt Bod Péter Ákos alapította. Az alapítvány tevékenységi körébe tartozik a délkelet-európai országok euroatlanti integrációjának elősegítése, kulturális események rendezése, tudományos folyóiratok kiadása.
Az Alapítvány kuratóriumának tagjai:
- Kovács Péter egyetemi tanár, alkotmánybíró
- Nyomárkay István professzor emeritus, akadémikus
- Palánkai Tibor professzor emeritus, akadémikus
- Surányi Csaba a Kuratórium elnöke
- Taksz Lilla szociológus, a Kuratórium titkára.[2]

### Kutatóintézet
A Délkelet-Európa Kutatóintézetet a régió társadalomkutató tudósai alapították. Többek közt konferenciák, tudományos műhelyek rendezésével, a régió egyetemeinek hálózatának kiépítésével foglalkozik. Az Intézethez 42 kutató és 16 fordító csatlakozik. Kiemelt szerepet tulajdonítanak annak, hogy Délkelet-Európa nyelvi és kulturális diverzitását írásos anyagaikban is megjelenítsék, és minél több regionális és világnyelven elérhetővé váljon a kutató közönség számára.

## A folyóirat szerkesztősége
- Surányi Csaba történész és politológus, a folyóirat alapító főszerkesztője.

### Szerkesztő Bizottság
- Arday Lajos

A Magyar Tudományos Akadémia doktora. Kutatási területe Nagy-Britannia, a volt Jugoszlávia térsége, nemzeti kisebbségek Kelet-Közép-Európában.
- Nelu Bradean-Ebinger

A Budapesti Corvinus Egyetem egyetemi tanára. Kutatási területe a közép-európai és délkelet-európai tanulmányok, EU-tanulmányok, német EU-politika, nyelvpolitika az EU-ban, szociolingvisztika, kontaktlingvisztika, kisebbségi kutatások.
- Mihailo Crnobrnja

A Belgrádi Egyetem tanára. 1978-1984-ig a Belgrádi Bank Gazdaságkutató Intézetének igazgatója, 1989 és 1992 között Jugoszlávia EU nagykövete. Fő kutatási területe az európai integráció.
- Hóvári János

Diplomata, történész PhD. 2000-től négy éven át tel-avivi, 2008-2010-ig kuvaiti nagykövet. 2010-től a Külügyminisztérium globális ügyekért felelős helyettes államtitkára. 2012-től ankarai nagykövet. A Janus Pannonius Tudományegyetem Tanárképző Karán a Történettudományi Intézet címzetes egyetemi docense. Kutatási területe az Oszmán birodalom és délkelet-európai kapcsolatok.
- Jung Katalin Szilvia (J.D.)

Kutatási területe az emberi jogok, környezeti felelősség, kárelhárítás és kárfinanszírozás az Európai Unió rendszerében.
- Kiss Gy.Csaba

A Magyar Tudományos Akadémia doktora. Kutatási területe a közép-európai kapcsolatok, irodalomtörténet.
- Magas István egyetemi tanár

A Budapesti Corvinus Egyetem Világgazdasági Tanszékének vezetője, egyetemi tanár. Kutatási területe a globalizáció és a nemzeti gazdaságpolitikák változó viszonya, globális tőkepiaci folyamatok és szabályozás.
- Majoros István egyetemi tanár

A Magyar Tudományos Akadémia doktora, az ELTE Új- és Jelenkori Egyetemes Történeti Tanszékének vezetője. Kutatási területe az új és legújabbkori történelem, nemzetközi kapcsolatok a 19-20. században.
- Pritz Pál

A Magyar Tudományos Akadémia doktora. Kutatási területe a nemzetközi kapcsolatok és a külpolitika története, eszmetörténet, magyar diplomácia a 20. században.

### Tanácsadó Testület
- Bayer József egyetemi tanár

A Magyar Tudományos Akadémia rendes tagja, az MTA Gazdaság- és Jogtudományi Osztályának elnökhelyettese, a Nemzetközi Tanulmányok Doktori Bizottságának elnöke, a Zsigmond Király Főiskola rektora. Fő kutatási területei a politikaelmélet és a globalizáció társadalmi és politikai kérdései.
- Kovács Péter egyetemi tanár

A Pázmány Péter Katolikus Egyetem egyetemi tanára, a Magyar Tudományos Akadémia doktora. 2005-ben az Alkotmánybíróság tagjává választották. A Société Française pour le Droit International tagja. Kutatási területe az emberi jogok nemzetközi védelme, a kisebbségvédelem és a diplomáciai jog.
- Slaven Letica egyetemi tanár (Zágráb)

A Zágrábi Egyetem Orvosszociológiai és Egészséggazdaságtani Intézetének professzora. Az Amerikai Szociológiai Társaság és az Európai Orvosszociológiai Társaság tagja.
- Nagy Ágnes

A kolozsvári Babeș–Bolyai Tudományegyetem tanára, a Román Nemzeti Bank Testületi tagja.
- Nyomárkay István Prof. Emeritus

A Magyar Tudományos Akadémia rendes tagja, az MTA Magyar Nyelvi Bizottságának elnöke, az Irodalom- és Nyelvtudományi Osztály elnökhelyettese, a Doktori Tanács tagja. A Studia Slavica főszerkesztője. A Horvát Tudományos és Művészeti Akadémia levelező tagja. Fő kutatási területei a délszláv filológia, a magyar–délszláv (szlovén, horvát, szerb) kapcsolatok, a horvát és a szerb nyelv jelene és a magyar nyelvújítás.
- Schöpflin György

Az Európai Parlament képviselője, az alkotmányügyi bizottság tagja és a külügyi bizottság póttagja. 1976-tól a London School of Economics kelet- és közép-európai politikatörténet tanára, 1998 és 2004 között Jean Monnet-professzor. Ma a Bolognai Egyetem Politikatudományi Tanszékén vendégprofesszor. 2010 márciusától a Tallinni Egyetem honoris causa doktora. Fő kutatási területei az európai és nemzeti identitás.
- Simai Mihály Prof. Emeritus

A Magyar Tudományos Akadémia rendes tagja. Az MTA Világgazdasági Kutatóintézetének volt igazgatója. Elnöke volt az ENSZ Egyetem Igazgatótanácsának, alelnöke a UNICEF Kormányzótanácsának. Kutatási területe a világgazdaság szerkezeti rendszere, átalakulásának fő irányai és következményei, globalizáció, nemzetközi szervezetek, transznacionális vállalatok, tudományos és műszaki fejlődés.

## Megjelent lapok
- No. 13 - Spring 2013/1 - Ethics and Identity
- No. 12 - Winter 2012/4 - Diasporas and Identity
- No. 11 - Autumn 2012/3 - Economic and Financial Ethics
- No. 10 - Summer 2012/2 - Thoughts on Autonomy
- No. 9 - Spring 2012/1 - Crises in Europe
- No. 8 - Winter 2011/4 – The Notion of World Politics
- No. 7 - Autumn 2011/3 – The Dilemmas of Regulating Financial Processes
- No. 6 - Summer 2011/2 – The linguistic and cultural diversity of Europe
- No. 5 - Spring 2011/1 – European Integration of Croatia
- No. 4 - Winter 2010/4 – International Relations in the early 21st century
- No. 3 - Autumn 2010/3 – The Nature Of Economic Crises
- No. 2 - Summer 2010/2 – Ethnic Minorities and Minority Politics
- No. 1 - Spring 2010/1 – Integration Efforts in South-East Europe (Integrációs törekvések Délkelet–Európában)

## Konferenciák, workshopok
- 11. Polgárosodás a Monarchia idején. I. A Bánság (Károli Gáspár Református Egyetem, 2013. április 17.)
- 10. Σκέψεις των αιώνων II. Gadamer és Derrida. (Párbeszéd Háza, 2013. március 5.)
- 9. Az identitás és etika fogalma Szt. Ágostonnál. (Eötvös Loránd Tudományegyetem, 2013. február 20.)
- 8. Diaszpórák és identitás. (Károli Gáspár Református Egyetem, 2012. december 19.)
- 7. Görögország 2012. (Eötvös Loránd Tudományegyetem, 2012. november 29.)
- 6. Autonómiák Közép- és Délkelet-Európában. (Eötvös Loránd Tudományegyetem, 2012. szeptember 11.)
- 5. Választások Európában 2012 tavaszán: Oroszország, Franciaország, Görögország, Szerbia.
- 4. Európa nyelvi és kulturális sokszínűsége. (Eötvös Loránd Tudományegyetem, 2011. december 8.)
- 3. Európai integráció 2011. (Eötvös Loránd Tudományegyetem, 2011. október 19.)
- 2. Az Unió integrációs állapota és a soros magyar EU elnökség. (Budapesti Corvinus Egyetem, 2011. február 24.)
- 1. Integrációs törekvések Délkelet–Európában (Budapesti Corvinus Egyetem, 2010. november 18.)

## Külső hivatkozások
A folyóirat hivatalos honlapja Archiválva 2013. május 8-i dátummal a Wayback Machine-ben